# Vladislav Vančura
Vladislav Vančura (Háj ve Slezsku, 1891. június 23. – Prága, 1942. június 1.) a 20. század egyik kiemelkedő cseh írója, filmrendező, forgatókönyvíró.

## Élete
Festőnek készült, de orvosként diplomázott. 1920-tól a Devĕtsil nevű avantgárd művészeti csoport első elnöke volt. Publikált folyóiratokban és írt színműveket.
1923-ban jelent meg első elbeszéléskötete: Amazonský proud, Amazonas-áramlat, 1924-ben pedig első regénye, a Pekař Jan Marhoul, János, a pék.
A 30-as években filmrendezéssel is foglalkozott. 1936-ban a Cseh Filmtársaság elnöke lett.
Részt vett a cseh ellenállási mozgalomban, a Gestapo elfogta és kivégezték.
Menzel a Szeszélyes nyár (Rozmarné léto) című filmje Vančura művéből készült.

## Művei
| Cím (magyarul)      | A megjelenés éve | Cím (csehül)       | Az eredeti megjelenés éve |
| ------------------- | ---------------- | ------------------ | ------------------------- |
| Bocska és gazdája   | 1978             |                    |                           |
| Három folyó         | 1964             | Tři řeky           | 1936                      |
| Jan, a pék          | 1981             | Pekař Jan Marhoul  | 1924                      |
| Rablólovagok        | 1960             | Markéta Lazarová   | 1931                      |
| Szeszélyes nyár     | 1974             | Rozmarné léto      | 1926                      |
| Szökés Budára       | 1938             | Útĕk do Budína     | 1932                      |
| Vége a régi időknek | 1967             | Konec starých časů | 1934                      |

## Magyarul
- Szökés Budára. Regény; ford. Dénes Endre; Prager, Bratislava-Pozsony, 1938 (Az Új Európa könyvesháza)
- János, a pék; ford. Szalatnai Rezső; Magyar Könyvtár, Bratislava, 1951
- Rablólovagok. Regény; ford. Firon András, utószó Joó Kálmán; Európa, Bp., 1960
- Három folyó; ford. Hosszu Ferenc, utószó Dobossy László; Európa, Bp., 1964
- Vége a régi időknek; ford. Zircz Péter; Európa, Bp., 1967
- Szeszélyes nyár; ford. Zádor András; Magyar Helikon–Európa, Bp., 1974
- Bocska és gazdája; ford. Vércse Miklós; Móra, Bp., 1978
- Jan, a pék; ford. Zádor Margit; Európa, Bp., 1981